# Félix Geoffrion
Pour l’article homonyme, voir Geoffrion.
Félix Geoffrion (3 octobre 1832-7 août 1894) est un notaire et homme politique fédéral du Québec.

## Biographie
Né à Varennes dans le Bas-Canada, M. Geoffrion devint député du Parti libéral du Canada dans la circonscription fédérale de Verchères en 1867. Réélu en 1872, 1874, 1878, 1882, 1887 et en 1891, il mourut en fonction en 1894. 
Durant sa carrière parlementaire, il fut ministre du Revenu intérieur de 1874 à 1876 et président du comité spécial sur les causes des troubles du Territoire du Nord-Ouest en 1869 et 1870.
Son frère, Christophe Alphonse Geoffrion, lui succéda à titre député de Verchères et un autre de ses frères, Victor Geoffrion, fut député fédéral de Chambly—Verchères de 1900 à 1911.